# Pauwels Sauzen - Cibel Clementines
La Pauwels Sauzen - Cibel Clementines, nota in passato come Pauwels Sauzen-Bingoal e come Sunweb e Marlux, è una squadra maschile e femminile belga di ciclocross e ciclismo su strada con licenza di UCI Cyclo-cross Pro Team.
La squadra è attiva dal 2006, a livello UCI dal 2007, e ha ottenuto i principali successi nel ciclocross grazie a specialisti come Kevin Pauwels, Klaas Vantornout, Michael Vanthourenhout, Laurens Sweeck ed Eli Iserbyt. Sin dalla fondazione è diretta dal manager Jurgen Mettepenningen e dall'ex ciclocrossista Mario De Clercq, e ha sede a Hamme, nelle Fiandre Orientali.

## Cronistoria

### Annuario
| Anno | Codice | Nome                               | Cat. | Biciclette | Dirigenza                                                                                          |
| ---- | ------ | ---------------------------------- | ---- | ---------- | -------------------------------------------------------------------------------------------------- |
| 2006 |        | Sunweb-Pro Job                     | -    | Ridley     | Dir. sportivi: Jurgen Mettepenningen, Hans De Clercq                                               |
| 2007 | SUN    | Sunweb-Pro Job                     | CT   | Ridley     | Manager: Jurgen Mettepenningen Dir. sportivi: Hans De Clercq, Mario De Clercq                      |
| 2008 | SUN    | Sunweb-Pro Job                     | CT   | Ridley     | Manager: Jurgen Mettepenningen Dir. sportivi: Hans De Clercq, Mario De Clercq                      |
| 2009 | SUN    | Sunweb-Pro Job Cycling Team        | CT   | Ridley     | Manager: Jurgen Mettepenningen Dir. sportivi: Hans De Clercq, Mario De Clercq                      |
| 2010 | SUN    | Sunweb-Revor                       | CT   | Ridley     | Manager: Jurgen Mettepenningen Dir. sportivi: Hans De Clercq, Mario De Clercq                      |
| 2011 | SUN    | Sunweb-Revor                       | CT   | Ridley     | Manager: Jurgen Mettepenningen Dir. sportivi: Mario De Clercq                                      |
| 2012 | SUN    | Sunweb-Revor                       | CT   | Ridley     | Manager: Jurgen Mettepenningen Dir. sportivi: Mario De Clercq                                      |
| 2013 | SUN    | Sunweb-Napoleon Games Cycling Team | CT   | Ridley     | Manager: Jurgen Mettepenningen Dir. sportivi: Mario De Clercq                                      |
| 2014 | SUN    | Sunweb-Napoleon Games Cycling Team | CT   | Ridley     | Manager: Jurgen Mettepenningen Dir. sportivi: Mario De Clercq                                      |
| 2015 | SUN    | Sunweb-Napoleon Games Cycling Team | CT   | Ridley     | Manager: Jurgen Mettepenningen Dir. sportivi: Jurgen Mettepenningen, Mario De Clercq               |
| 2016 | MNG    | Marlux-Napoleon Games Cycling Team | CT   | Ridley     | Manager: Jurgen Mettepenningen Dir. sportivi: Jurgen Mettepenningen, Danny De Bie, Mario De Clercq |
| 2017 | MNG    | Marlux-Napoleon Games              | CT   | Ridley     | Manager: Jurgen Mettepenningen Dir. sportivi: Danny De Bie, Mario De Clercq, Gianni Meersman       |
| 2018 | MAB    | Marlux-Bingoal                     | CT   | Ridley     | Manager: Jurgen Mettepenningen Dir. sportivi: Mario De Clercq, Gianni Meersman                     |
| 2019 | PSB    | Pauwels Sauzen-Bingoal             | CT   | Ridley     | Manager: Jurgen Mettepenningen Dir. sportivi: Mario De Clercq, Gianni Meersman                     |
| 2020 | PSB    | Pauwels Sauzen-Bingoal             | CT   | Ridley     | Manager: Jurgen Mettepenningen Dir. sportivi: Mario De Clercq, Gianni Meersman                     |

| Stagione  | Codice | Nome                   | Cat.  | Biciclette | Dirigenza                                                                         |
| --------- | ------ | ---------------------- | ----- | ---------- | --------------------------------------------------------------------------------- |
| 2017-2018 | MNG    | Marlux-Bingoal         | CRO   | Ridley     | Manager: Jurgen Mettepenningen Dir. sportivi: Mario De Clercq, Gianni Meersman    |
| 2018-2019 | MNG    | Marlux-Bingoal         | CRO   | Ridley     | Manager: Jurgen Mettepenningen Dir. sportivi: Mario De Clercq, Gianni Meersman    |
| 2019-2020 | PSB    | Pauwels Sauzen-Bingoal | CRO   | Ridley     | Manager: Jurgen Mettepenningen Dir. sportivi: Mario De Clercq                     |
| 2020-2021 | PSB    | Pauwels Sauzen-Bingoal | P-CRO | Ridley     | Manager: Jurgen Mettepenningen Dir. sportivi: Mario De Clercq, Amy Mettepenningen |
| 2021-2022 | PSB    | Pauwels Sauzen-Bingoal | P-CRO | Ridley     | Manager: Jurgen Mettepenningen Dir. sportivi: Mario De Clercq, Amy Mettepenningen |
| 2022-2023 | PSB    | Pauwels Sauzen-Bingoal | P-CRO | Ridley     | Manager: Jurgen Mettepenningen Dir. sportivi: Mario De Clercq, Amy Mettepenningen |

## Palmarès
Aggiornato al 20 febbraio 2022.

### Circuiti multiprova
Ciclocross
- Coppa del mondo: 3

Elite: 2011-2012, 2014-2015 (Kevin Pauwels); 2021-2022 (Eli Iserbyt)
- Superprestige: 2

Elite: 2019-2020 (Laurens Sweeck); 2021-2022 (Eli Iserbyt)
- GvA/Bpost Bank/DVV/X2O Badkamers Trofee: 3

Elite: 2011-2012 (Kevin Pauwels); 2019-2020, 2020-2021 (Eli Iserbyt)

### Campionati nazionali
Ciclocross
- Campionati belgi: 3

Elite: 2013, 2015 (Klaas Vantornout); 2020 (Laurens Sweeck)

## Organico 2022-2023
Aggiornato al 4 febbraio 2023.

### Staff tecnico
|  | Naz.              | Ruolo | Sportivo              |  |  |  |
|  | ----------------- | ----- | --------------------- |  |  |  |
|  | Belgio (bandiera) | GM    | Jurgen Mettepenningen |  |  |  |
|  | Belgio (bandiera) | DS    | Mario De Clercq       |  |  |  |
|  | Belgio (bandiera) | DS    | Amy Mettepenningen    |  |  |  |
|  | Belgio (bandiera) | DS U. | Robby Cobbaert        |  |  |  |
|  | Belgio (bandiera) | DS D. | Tom De Kort           |  |  |  |

### Rosa
|  | Naz.                   | Ruolo    | Sportivo               | Anno |  |  |
|  | ---------------------- | -------- | ---------------------- | ---- |  |  |
|  | Paesi Bassi (bandiera) | D. U23   | Leonie Bentveld        | 2004 |  |  |
|  | Paesi Bassi (bandiera) | D. Elite | Denise Betsema         | 1993 |  |  |
|  | Belgio (bandiera)      | U. U23   | Kay De Bruyckere       | 2004 |  |  |
|  | Belgio (bandiera)      | U. Elite | Eli Iserbyt            | 1997 |  |  |
|  | Paesi Bassi (bandiera) | U. Elite | Ryan Kamp              | 2000 |  |  |
|  | Belgio (bandiera)      | U. U23   | Yorben Lauryssen       | 2002 |  |  |
|  | Belgio (bandiera)      | U. U23   | Witse Meeussen         | 2001 |  |  |
|  | Belgio (bandiera)      | U. U23   | Pieter Pauwels         | 2003 |  |  |
|  | Belgio (bandiera)      | U. Elite | Angelo Van Den Bossche | 1996 |  |  |
|  | Belgio (bandiera)      | U. U23   | Lukas Vanderlinden     | 2003 |  |  |
|  | Belgio (bandiera)      | U. Elite | Michael Vanthourenhout | 1993 |  |  |